# Morte di Giuda

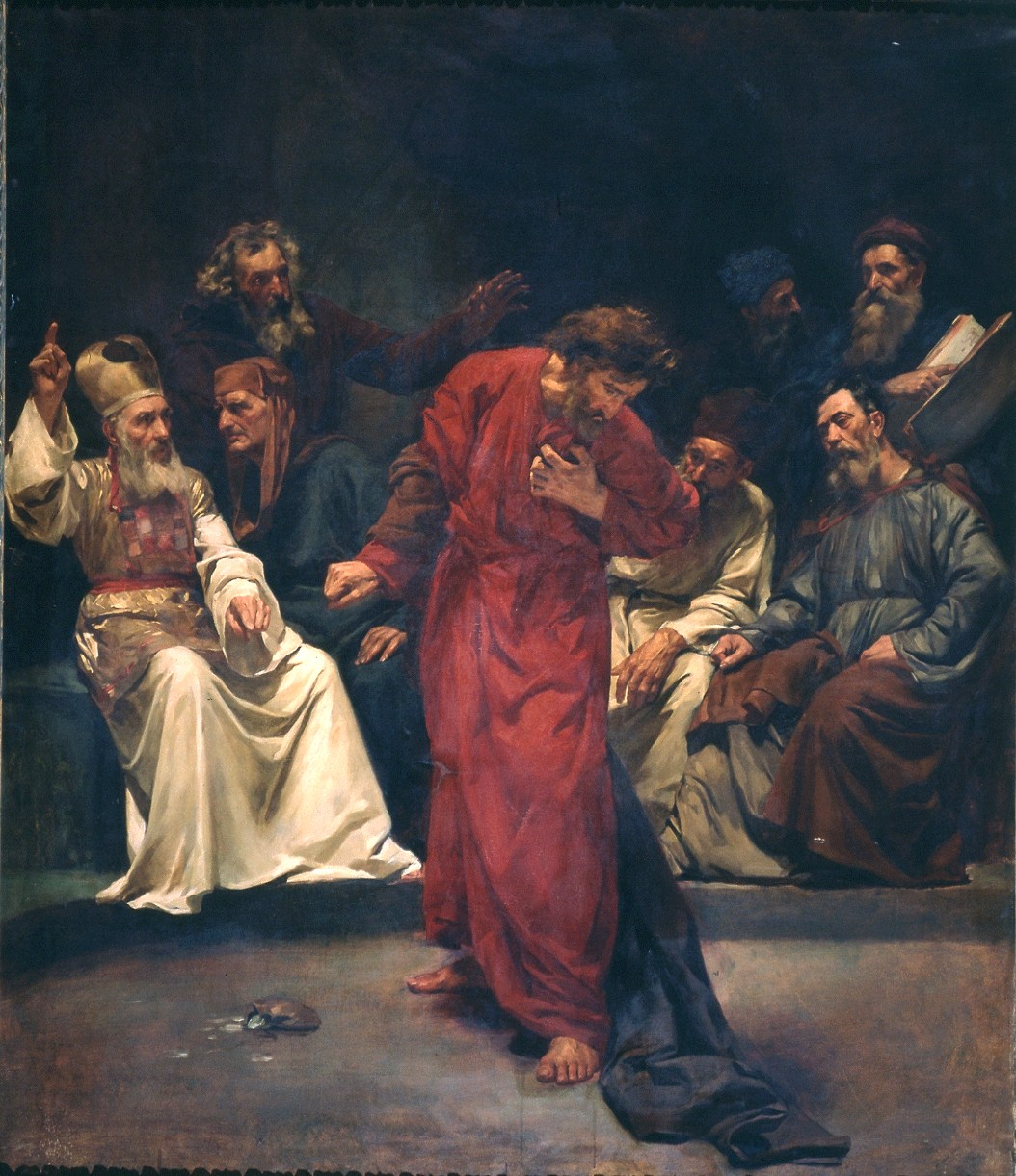
Simó Gómez Polo - Pentimento di Giuda (1874)
Reial Acadèmia Catalana (Barcellona)

La morte di Giuda Iscariota è un episodio neotestamentario, descritto nel Vangelo secondo Matteo e negli Atti degli Apostoli, che narra della morte dell'apostolo Giuda, disperato dopo aver tradito Gesù complottando con i sommi sacerdoti. I due resoconti biblici non concordano tra loro e perciò la maggioranza degli studiosi è dell'opinione che nessuno dei due sia storico. Per spiegare queste differenze si ipotizza che gli autori riprendano tradizioni cristiane di diversa origine oppure che siano guidati da proprie motivazioni redazionali e teologiche. In effetti, Matteo privilegia molti dettagli che suggeriscono un confronto fra la fine di Giuda e quella di Assalonne. Anche qui, perciò, Matteo, come nel resto del suo vangelo, intende mostrare Gesù come il nuovo Davide atteso spasmodicamente dal Giudaismo del Secondo Tempio. Luca, invece, avrebbe inserito negli Atti solo quei particolari adatti a mettere a confronto Giuda con Acab e Gesù con Nabot. Luca, infatti, anche nel suo vangelo presenta Gesù come il "giusto", che non cede alle prepotenze dei potenti e viene ucciso perché intende custodire la "vigna" ricevuta dal Padre (si veda la parabola dei vignaioli omicidi in Luca 20); lo stesso motivo per cui venne ucciso Nabot (1 Re 21:3). La morte di Giuda, quindi, è descritta dai due evangelisti con un diverso obiettivo cristologico.

## Riferimenti biblici
I due resoconti neotestamentari riportano:
|       | Matteo | Atti degli Apostoli |
| ----- | --- | --- |
| Versi | 27,3-10 | 1,18-19 |
|       | Allora Giuda, il traditore, vedendo che Gesù era stato condannato, si pentì e riportò le trenta monete d'argento ai sommi sacerdoti e agli anziani dicendo: «Ho peccato, perché ho tradito sangue innocente». Ma quelli dissero: «Che ci riguarda? Veditela tu!». Ed egli, gettate le monete d'argento nel tempio, si allontanò e andò ad impiccarsi. Ma i sommi sacerdoti, raccolto quel denaro, dissero: «Non è lecito metterlo nel tesoro, perché è prezzo di sangue». E tenuto consiglio, comprarono con esso il Campo del vasaio per la sepoltura degli stranieri. Perciò quel campo fu denominato "Campo di Sangue" fino al giorno d'oggi. Allora si adempì quanto era stato detto dal profeta Geremia: "E presero trenta denari d'argento, il prezzo del venduto, che i figli di Israele avevano mercanteggiato, e li diedero per il campo del vasaio, come mi aveva ordinato il Signore". | Giuda comprò un pezzo di terra con i proventi del suo delitto e poi precipitando in avanti si squarciò in mezzo e si sparsero fuori tutte le sue viscere. La cosa è divenuta così nota a tutti gli abitanti di Gerusalemme, che quel terreno è stato chiamato nella loro lingua Akeldamà, cioè "Campo di Sangue". |

Il Vangelo secondo Matteo inserisce il racconto della morte di Giuda tra il momento in cui gli Ebrei conducono Gesù da Pilato e la sua comparizione di fronte a Pilato stesso. 

Negli Atti degli Apostoli l'episodio è descritto nel primo capitolo, quando Pietro deve sorteggiare un sostituto di Giuda Iscariota per i Dodici apostoli, che risulterà poi essere Mattia.
Il Vangelo secondo Matteo riporta, che Giuda si impiccò dopo aver gettato nel Tempio i trenta denari del suo tradimento, usati poi dai sacerdoti del Tempio per acquistare il "Campo del vasaio" (in seguito denominato "Campo di Sangue" perché acquistato al "prezzo di sangue"). Questa modalità del suicidio non si concilia con quella scritta negli Atti degli Apostoli, secondo la quale Giuda morì invece squarciandosi, dopo aver egli stesso acquistato, sempre con i trenta denari del suo tradimento, il "Campo del vasaio" (invece, in seguito denominato "Campo di Sangue" perché Giuda vi si squarciò). 

### Contraddizioni narrative
Il teologo e sacerdote cattolico Raymond Brown nota, riguardo alla narrazione di Matteo, che "nonostante la sua generale pertinenza alla sequenza degli eventi, la scena in Matteo 27,3-10 è chiaramente un'interruzione maldestra. Matteo 27,1-2 (come 27,12) presenta i sommi sacerdoti e gli anziani che conducono Gesù via per consegnarlo a Pilato. Tuttavia qui [nella sequenza interpolata di Giuda] sono sommi sacerdoti e anziani, nell'area del santuario del Tempio, che raccolgono i pezzi d'argento gettati e dopo hanno il tempo di comprare un campo con questi".

Raymond Brown sottolinea come "queste due versioni non possono essere armonizzate; conseguentemente non possono essere entrambe storiche" e "per quanto possa essere deludente, a nessuno dei differenti resoconti sulla morte [di Giuda] può essere attribuita una qualche verità storica". 

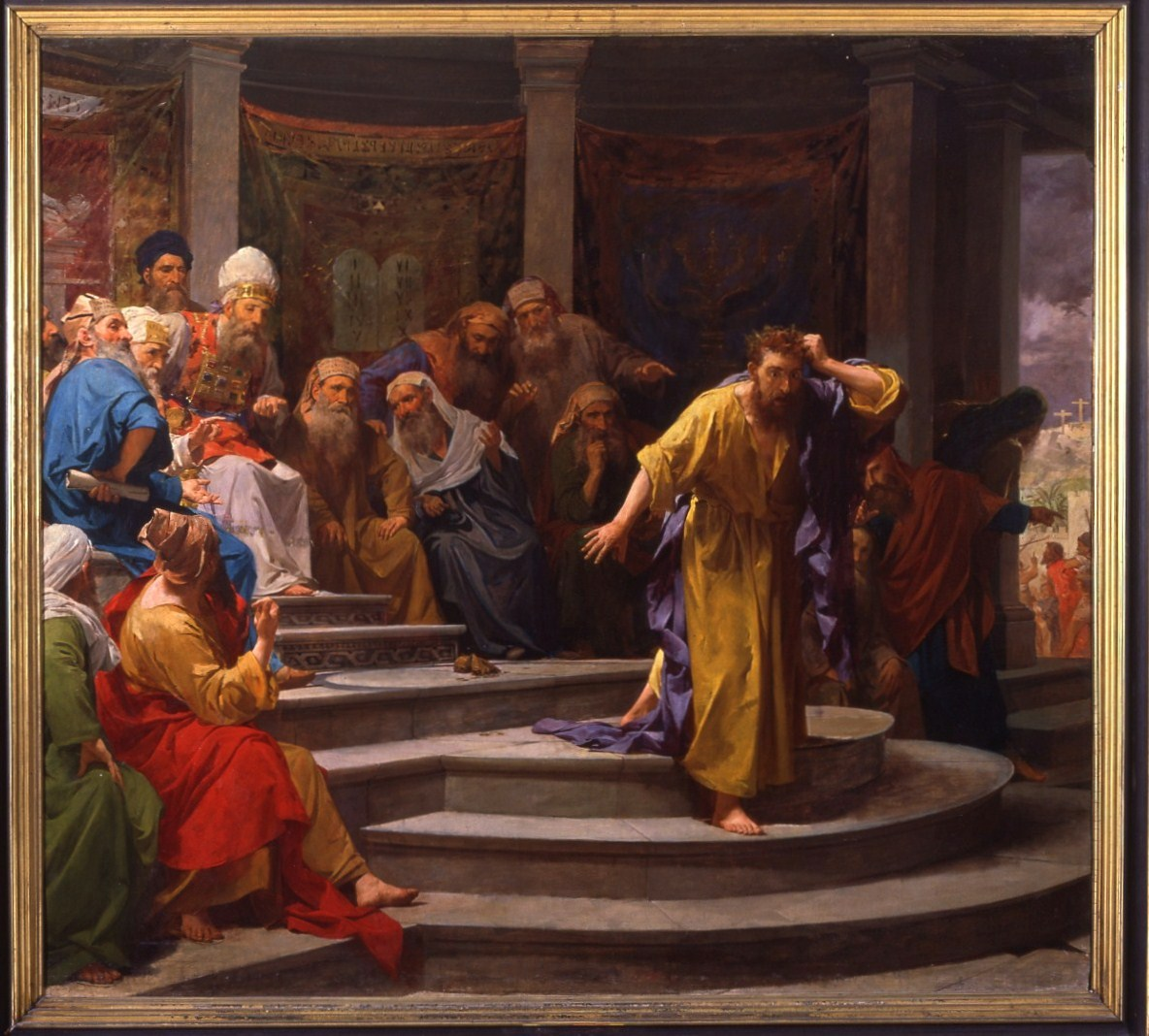
Antoni Caba - Il pentimento di Giuda (1874)
Reial Acadèmia Catalana (Barcellona)

 Tale teologo osserva ancora che la versione "di Atti1,18 non suggerisce nemmeno remotamente che Luca fosse consapevole che Giuda si era impiccato, come riportato in Matteo" e il resoconto degli Atti fu "scritto in completa ignoranza della storia di Matteo", mentre "il suicidio descritto da Matteo per impiccagione è certamente possibile ma il quasi esatto parallelo con la vicenda di Achitòfel [che cospirò contro re Davide e morì impiccandosi, in 2Sam17,23] ne sminuisce il giudizio in merito"; "i primi Cristiani avevano la tradizione che Giuda morì improvvisamente, appena dopo la morte di Gesù [ma] questi Cristiani non sapevano nel dettaglio come Giuda fosse morto. La repentinità della morte di Giuda persuase i Cristiani che tale morte fu una punizione di Dio, e questa persuasione catalizzò narrazioni evocative di altre morti delle Scritture che furono viste come punizioni di Dio". 
"La maggior parte dei commentatori moderni" - anche cristiani, come gli studiosi della École biblique et archéologique française (i curatori della cattolica Bibbia di Gerusalemme), gli esegeti del cattolico "Nuovo Grande Commentario Biblico", il teologo Rudolf Bultmann e il teologo John Dominic Crossan, ex sacerdote cattolico e tra i cofondatori del Jesus Seminar - evidenzia come gli autori dei due libri abbiano elaborato le tradizioni pervenutegli, in merito a tali avvenimenti, in modi che non è possibile armonizzare tra loro e nota come tali differenti tradizioni popolari abbiano sottolineato una morte ignominiosa, anche se non storica, per il traditore. Raymond Brown evidenzia anche che tale materiale potrebbe esser giunto a Matteo "dagli stessi ambienti che gli fornirono del materiale per la narrativa dell'infanzia (specialmente la storia dei magi, la stella, e il re malvagio del cap. 2)".

### Armonizzazioni
Entrambi i racconti sono talmente sintetici da lasciare spazio sia a contrapposizioni sia ad armonizzazioni. Questa pericope, quindi, è stata oggetto di un dibattito televisivo fra Bart Ehrman e Peter Williams nell'ottobre 2019. L'acquisto del campo, come osserva Raymond Brown, non può essere stato effettuato dai sacerdoti nelle prime ore del giorno, quando invece si recarono da Pilato. D'altronde il vangelo non lo dice e non esclude che l'acquisto del campo sia avvenuto successivamente. Altrettanto poco verosimile è che Giuda si sia curato di acquistare il campo in cui intendeva impiccarsi. Una possibile armonizzazione è che il campo in cui Giuda si era impiccato sia stato acquistato dai sacerdoti a posteriori con i soldi di Giuda e a nome suo, anche perché se non potevano mettere quei soldi nel tesoro del Tempio, neppure potevano intestare al Tesoro la proprietà del campo. D'altronde i due testi scelgono con grande cura i verbi: per i sacerdoti Matteo parla di "comprare" (ἀγοράζω), mentre per Giuda Luca scrive "acquistare", "venire in possesso" (κτάομαι).
Negli Atti la vicenda di Giuda è descritta in modo brevissimo e perciò oscuro e sembra riportare non tanto la causa della sua morte quanto la fine del suo cadavere. Non si capisce, infatti, come una semplice caduta in un campo potesse avergli squarciato il ventre e determinato la fuoriuscita di tutti gli intestini. Il testo greco è poco chiaro ed è stato tradotto nei secoli in modo molto diverso. Mentre la traduzione sopra fornita vuole richiamare il precipitare degli empi in una voragine descritta nel Libro della Sapienza (4,19), in molte antiche traduzioni si descrive solo la posizione in cui venne ritrovato il cadavere, cioè a faccia in giù (in greco πρηνής), e inoltre l'antica traduzione latina di San Gerolamo chiarisce premettendo "suspensus", cioè "dopo essersi impiccato" cadde e si squarciò nel mezzo. La traduzione di San Girolamo è stata quella più seguita nella storia fino a metà del 1900 e per tale motivo in passato non c'era difformità tra Vangelo di San Matteo e Atti. Tale difformità si è solo manifestata quando la traduzione di Atti è stata più recentemente modificata. Altri studiosi, invece, hanno assegnato al vocabolo greco il significato di "gonfio", come aveva fatto nel II secolo Papia di Ierapoli, forse interpretando il gonfiore come dovuto alla decomposizione del cadavere, in quanto il vocabolo sarebbe legato alla radice πρη dei verbi greci πρηζω e πὶμπρημι. Forse sia Matteo che Luca riportano dettagli che vogliono ricordare la fine dei traditori di Davide. Secondo James Bejon non si allude ad Achitofel (come proposto da Raymond Brown), in quanto nel II libro di Samuele Achitofel muore sì strangolato, ma nel testo non si dice che fosse appeso, come ci si immagina un impiccato. Fu, invece, Assalonne, il figlio traditore, a restare appeso e successivamente il suo corpo venne trapassato.

### Profezia di Geremia (Mt 27,9-10)

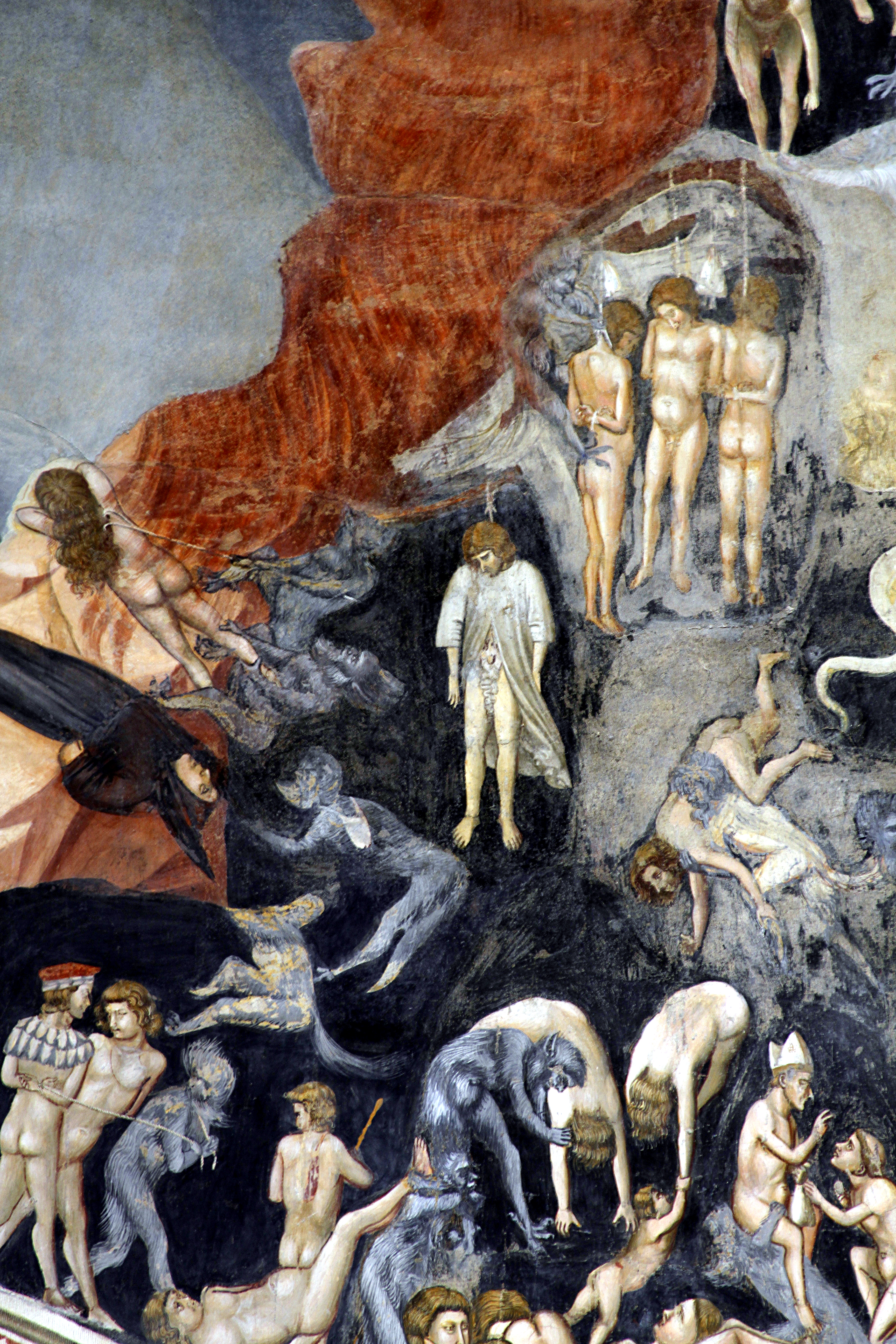
La morte di Giuda raffigurata da Giotto sull'affresco Giudizio universale nella Cappella degli Scrovegni, Giuda è raffigurato impiccato all'albero e sventrato con le viscere estratte dall'addome

Il resoconto del Vangelo secondo Matteo fa anche riferimento all'adempimento di una profezia di Geremia, che tuttavia è assente negli scritti biblici di Geremia: "Allora si adempì quanto era stato detto dal profeta Geremia: "E presero trenta denari d'argento, il prezzo del venduto, che i figli di Israele avevano mercanteggiato, e li diedero per il campo del vasaio, come mi aveva ordinato il Signore" (Mt27,9-10). 
Secondo Raymond Brown "l'insieme di parole citate da Matteo non esiste da nessuna parte nell'Antico Testamento. Nonostante l'attribuzione di Matteo a Geremia, un passaggio in Zaccaria è più vicino a molte di tali parole, un passaggio che non è una predizione del futuro ma un'oscura e simbolica descrizione di eventi che ebbero luogo ai tempi dell'autore" e "questo problema fu riconosciuto presto, siccome alcuni manoscritti e versioni antiche [del Vangelo di Matteo] omettono il nome Geremia". 
La vicenda di Giuda narrata da Matteo (ma non l'acquisto del campo da parte dei sacerdoti) ricorda, infatti, il testo di un passo di Zaccaria: "Essi allora pesarono trenta sicli d'argento come mia paga. Ma il Signore mi disse: «Getta nel tesoro questa bella somma, con cui sono stato da loro valutato!». Io presi i trenta sicli d'argento e li gettai nel tesoro della casa del Signore" (Zc11,12-13). Anche Giuda viene pagato con 30 sicli d'argento e anch'egli le butta nel tempio: "e disse:"Quanto volete darmi perché io ve lo consegni?". E quelli gli fissarono trenta sicli d'argento... Egli allora, gettate le monete d'argento nel tempio si allontanò..." (Mt26,15;27,5). 
Molte ipotesi sono state fatte dagli studiosi per spiegare la profezia erroneamente attribuita a Geremia, pur non essendo stato raggiunto un risultato condiviso:
- Una spiegazione moderna è che un copista aggiunse il nome di Geremia al testo matteano, il quale invece non riportava in origine alcun nome ma si esprimeva genericamente con l'appellativo di "il profeta". L'attribuzione potrebbe essere stata facilitata dal cap.32 di Geremia, in cui il profeta acquista un campo su ordine del Signore;
- Altri studiosi ritengono, invece, che fu lo stesso Matteo a confondersi attribuendo a Geremia - profeta da lui citato più frequentemente che da qualunque altro autore nel Nuovo Testamento[22] - un passaggio di Zaccaria. Tali studiosi evidenziano che Matteo fece anche un'altra confusione, proprio in merito a quest'ultimo profeta, anche al verso Mt23,34-35[23] del suo vangelo, in cui asserisce che Zaccaria, figlio di Barachìa, fu ucciso tra il santuario e l'altare ("[Gesù dice:] «Perciò ecco, io vi mando profeti, sapienti e scribi; di questi alcuni ne ucciderete e crocifiggerete, altri ne flagellerete nelle vostre sinagoghe e li perseguiterete di città in città; perché ricada su di voi tutto il sangue innocente versato sopra la terra, dal sangue del giusto Abele fino al sangue di Zaccaria, figlio di Barachìa, che avete ucciso tra il santuario e l'altare»"), mentre Zaccaria, come indicato nell'Antico Testamento in 2Cro24,20-22[24][25], aveva come padre il sacerdote Ioiada[Nota 10]. Matteo si dimostrò, infatti, storicamente poco affidabile anche in altri passaggi del suo vangelo[Nota 11];
- Secondo alcuni, forse Matteo stava citando uno scritto di Geremia che andò poi perso e che conteneva un passaggio simile a quello da lui riportato;
- Un ulteriore tentativo di spiegazione fu avanzato da Eusebio di Cesarea (in "Demonstratio Evangelica"), sostenendo che il brano era di Geremia ma fu rimosso dagli Ebrei, insieme ad altri passaggi in testi poi usati dai Cristiani;
- Altri studiosi ancora suppongono che Matteo riporti una combinazione di scritti di Zaccaria e Geremia, attribuendoli però solo a quest'ultimo. Non vi è concordanza su quali passi di Geremia siano stati usati da Matteo e alcuni studiosi ritengono plausibile il passo Ger19,1-13[26], mentre altri combinano delle scene di Geremia presenti ai capitoli 18 e 32 (come Ger18,3; 32,9[27]). L'attribuzione di tale risultato al solo Geremia, forse, fu fatta da Matteo perché riteneva la figura di tale profeta più aderente alla propria visione teologica[Nota 12].

## Riferimenti extra-biblici
Secondo Apollinare di Laodicea (310-390 d.C.), anche Papia di Ierapoli (70-130 d.C.) avrebbe riferito - sostenendo di aver avuto testimonianze anche da compagni dei discepoli di Gesù stesso - della morte di Giuda Iscariota, benché tale testo non sia presente nel Nuovo Testamento.

Apollinare riferisce due versioni del suo racconto:
- Versione lunga: "Grande esempio di empietà fu in questo mondo Giuda, le cui carni gonfiarono talmente, che, per dove sarebbe facilmente passato un carro, non avrebbe potuto passare lui. Anzi neppure la sola stessa mole del suo capo avrebbe potuto. Poiché dicono che anche le palpebre dei suoi occhi si ingrossano tanto che egli non poteva più vedere affatto la luce, e neppure il medico con la diottra riusciva a vedere i suoi occhi, tanto erano profondi dalla superficie esterna. I suoi genitali apparivano ingrossati e più ripugnanti d'ogni deformità, e da essi uscivano pus e vermi che da tutto il corpo affluivano, per ludibrio, insieme agli escrementi. Dopo molti tormenti e supplizi, egli morì, come dicono, in un suo podere, che, per il puzzo, è rimasto fino ad ora deserto e disabitato ed anche oggi nessuno può attraversare quel luogo senza turarsi il naso con le mani. Tanto fu lo scolo che dalle sue carni penetrò nella terra.";
- Versione corta: "Grande esempio di empietà fu in questo mondo Giuda, le cui carni gonfiarono talmente, che, non avrebbe potuto passare lui, per dove sarebbe facilmente passato un carro. Essendo stato schiacciato da un carro, le sue viscere si sparsero fuori.".

Anche queste narrazioni non sono ritenute storiche ma derivano probabilmente dalle stesse prime tradizioni cristiane che furono utilizzate nel Vangelo di Matteo e negli Atti degli Apostoli. Nota Raymond Brown, in merito ai racconti di Papia e degli Atti degli Apostoli, che "molti Paesi hanno la leggenda del gonfiare e sfracellarsi a causa del male o dello spirito maligno dentro di sé. Ricordiamo che in Luca22,3 Satana era entrato in Giuda; la morte in Atti1,18 può riflettere questo".

### Riferimenti
1. ↑  Cfr: Raymond E. Brown, The Death of the Messiah Vol. 1, Anchor Yale Bible, 2010, pp. 637-638, 643-644, 647-652, 656-660, ISBN 978-0-300-14009-5; Raymond E. Brown, The Death of the Messiah Vol. 2, Anchor Yale Bible, 2010, pp. 1138, 1404-1406, 1408-1410, ISBN 978-0-300-14010-1; Bibbia di Gerusalemme, EDB, 2011, pp. 2583-2584, ISBN 978-88-10-82031-5; Raymond E. Brown, Joseph A. Fitzmyer, Roland E. Murphy, Nuovo Grande Commentario Biblico, Queriniana, 2002, p. 953, ISBN 88-399-0054-3; John Dominic Crossan, Who killed Jesus?, HarperOne, 1995, pp. 73-75,78, ISBN 978-0-06-061480-5; Bart Ehrman, Prima dei vangeli, Carocci Editore, 2017, pp. 39-61, ISBN 978-88-430-8869-0; Bart Ehrman, Il vangelo del traditore, Mondadori, 2010, pp. 42-55, 58-61, 216, ISBN 978-88-04-59690-5.
2. ↑  James Bejon, The Death of Judas in Matthew & Luke-Acts
3. ↑   Mt 27,3-10, su La Parola - La Sacra Bibbia in italiano in Internet.
4. ↑   At 1,18-19, su La Parola - La Sacra Bibbia in italiano in Internet.
5. ↑   Mt 27,1-12, su laparola.net.
6. ↑  "Gettarono quindi le sorti su di loro e la sorte cadde su Mattia, che fu associato agli undici apostoli" ( At1,26, su laparola.net.).
7. ↑  Raymond E. Brown, The Death of the Messiah Vol. 1, Anchor Yale Bible, 2010, pp. 637-638, ISBN 978-0-300-14009-5.
8. ↑  Raymond E. Brown, The Death of the Messiah Vol. 1, Anchor Yale Bible, 2010, pp. 643-644, 656-660, ISBN 978-0-300-14009-5; Raymond E. Brown, The Death of the Messiah Vol. 2, Anchor Yale Bible, 2010, pp. 1404-1406, 1409-1410, ISBN 978-0-300-14010-1.
9. ↑  Bibbia di Gerusalemme, EDB, 2011, pp. 2583-2584, ISBN 978-88-10-82031-5; Raymond E. Brown, Joseph A. Fitzmyer, Roland E. Murphy, Nuovo Grande Commentario Biblico, Queriniana, 2002, p. 953, ISBN 88-399-0054-3; John Dominic Crossan, Who killed Jesus?, HarperOne, 1995, pp. 73-75,78, ISBN 978-0-06-061480-5; Rudolf Bultmann, History of the Synoptic Tradition, Hendrickson Publisher, 1963, pp. 272, 281, 306, ISBN 1-56563-041-6; Bart Ehrman, Il vangelo del traditore, Mondadori, 2010, pp. 42-55, 58-61, 216, ISBN 978-88-04-59690-5.
10. ↑  Raymond E. Brown, The Death of the Messiah Vol. 2, Anchor Yale Bible, 2010, p. 1138, ISBN 978-0-300-14010-1.
11. ↑  https://www.youtube.com/watch?v=ZuZPPGvF_2I
12. ↑  Si veda il thread su twitter di Peter Williams: https://twitter.com/DrPJWilliams/status/1189664253877374979 ,accesso Nov. 2019.
13. ↑  https://twitter.com/DrPJWilliams/status/1189664261452238849
14. ↑  James Bejon, Peter Williams & Bart Ehrman: Can The Gospels Be Trusted?
15. ↑  Su questa traduzione si veda il BDAG (A Greek–English Lexicon of the New Testament and Other Early Christian Literature, 3rd ed. di Walter Bauer, Frederick William Danker. Edizione digitale di Logos Research Systems).
16. ↑  James Bejon, Judas's Demise in Matt. 27 and Acts 1.
17. ↑   Mt27,9-10, su La Parola - La Sacra Bibbia in italiano in Internet.
18. ↑  Raymond E. Brown, The Death of the Messiah Vol. 1, Anchor Yale Bible, 2010, pp. 648-649, ISBN 978-0-300-14009-5. (Cfr anche: Bart Ehrman, Il vangelo del traditore, Mondadori, 2010, pp. 43-45, ISBN 978-88-04-59690-5; John Dominic Crossan, Who killed Jesus?, HarperOne, 1995, pp. 73-75, ISBN 978-0-06-061480-5.).
19. ↑   Zc11,12-13, su La Parola - La Sacra Bibbia in italiano in Internet.
20. ↑   Mt26,15;27,5, su La Parola - La Sacra Bibbia in italiano in Internet.
21. ↑  Raymond E. Brown, The Death of the Messiah Vol. 1, Anchor Yale Bible, 2010, pp. 647-652, ISBN 978-0-300-14009-5. (Cfr anche: Bart Ehrman, Il vangelo del traditore, Mondadori, 2010, pp. 43-45, ISBN 978-88-04-59690-5.).
22. ↑  Raymond E. Brown, The Death of the Messiah Vol. 1, Anchor Yale Bible, 2010, p. 650, ISBN 978-0-300-14009-5.
23. ↑   Mt23,34-35, su La Parola - La Sacra Bibbia in italiano in Internet.
24. ↑   2Cro24,20-22, su La Parola - La Sacra Bibbia in italiano in Internet.
25. ↑  "Allora lo spirito di Dio investì Zaccaria, figlio del sacerdote Ioiadà, che si alzò in mezzo al popolo e disse: «Dice Dio: perché trasgredite i comandi del Signore? Per questo non avete successo; poiché avete abbandonato il Signore, anch'egli vi abbandona». Ma congiurarono contro di lui e per ordine del re lo lapidarono nel cortile del tempio. Il re Ioas non si ricordò del favore fattogli da Ioiadà padre di Zaccaria, ma ne uccise il figlio, che morendo disse: «Il Signore lo veda e ne chieda conto!»".
26. ↑   Ger19,1-13, su La Parola - La Sacra Bibbia in italiano in Internet.
27. ↑   Ger18,3; 32,9, su La Parola - La Sacra Bibbia in italiano in Internet.
28. ↑  Raymond E. Brown, The Death of the Messiah Vol. 2, Anchor Yale Bible, 2010, pp. 1408-1410, ISBN 978-0-300-14010-1; Bart Ehrman, Il vangelo del traditore, Mondadori, 2010, pp. 69-72, ISBN 978-88-04-59690-5.
29. ↑  Raymond E. Brown, The Death of the Messiah Vol. 2, Anchor Yale Bible, 2010, pp. 1408-1410, ISBN 978-0-300-14010-1.
30. ↑  Bart Ehrman, Il vangelo del traditore, Mondadori, 2010, pp. 69-72, ISBN 978-88-04-59690-5.
31. ↑  Raymond E. Brown, The Death of the Messiah Vol. 2, Anchor Yale Bible, 2010, p. 1410, ISBN 978-0-300-14010-1.